# Burmoniscus dasystylus
Burmoniscus dasystylus är en kräftdjursart som beskrevs av Nunomura 2003A. Burmoniscus dasystylus ingår i släktet Burmoniscus och familjen Philosciidae. Inga underarter finns listade i Catalogue of Life.